# Wanda von Debschitz-Kunowski
Wanda von Debschitz-Kunowski, née le 8 janvier 1870 à Hammer dans le district de Czarnikau en Prusse et morte le 23 avril 1935 à Berlin, est une artiste et une photographe allemande spécialisée dans les portraits, active à Munich.

## Biographie
Wanda Wilhelmine Auguste von Kunowski est la fille d'un militaire, le major prussien August von Kunowski (1836-1883), et de son épouse Helene von Bethe (1837-1887), d'une famille noble prussienne. 
Wanda von Kunowski fréquente une école pour filles de l'aristocratie et décide de devenir peintre. Elle est vers 1890 l'élève du peintre Karl Gussow, puis s'installe à Munich où elle suit les cours du peintre et graveur Heinrich Nauen. De 1895 à 1904, elle est membre de l'Association des femmes artistes de Munich (Münchner Künstlerinnenverein). Elle réalise de petits travaux d'artisanat d'art tels que des plateaux en bois et des boîtes. En 1898, la revue Jugend publie la gravure d'une moulure décorative avec des noisettes sous son nom de jeune fille, et en 1899 celle d'une renouée du Japon sous son nom d'épouse.
Elle épouse le 16 août 1898 à Görlitz le peintre Wilhelm von Debschitz (de) (1871-1948), fils du lieutenant général Kolmar von Debschitz (1809-1878). Elle utilise désormais le nom de von Debschitz-Kunowski. Le couple a quatre enfants ; leur fille Irène née en 1903 épousera en 1936 le photographe et scénographe Xanti Schawinsky (de).
Son mari fonde à Munich en 1902 avec le sculpteur et designer suisse Hermann Obrist un Atelier d'essai pour les arts appliqués et libres (en allemand : Versuchs-Atelier für angewandte und freie Kunst) ; elle y travaille dans l'atelier de métallurgie. En 1905, les femmes sont admises pour la première fois à l'Académie d'État de la photographie de Munich créée en 1900 par G. H. Emmerich (de) sous le nom de Lehr- und Versuchsanstalt für Photographie [Institut de formation et d'essai pour la photographie]. Wanda von Debshitz-Kunowski y est l'un des deux premières étudiantes inscrites et y suit une formation professionnelle en photographie avec Hans Spörl et Frank Eugene ; de 1905 à 1914, elle assure l'enseignement de la photographie à l'Atelier d'essai pour les arts appliqués et libres ; elle prend des photographies des œuvres des artistes qui y travaillent, reçoit des commandes privées pour des photographies de personnalités munichoises et réalise des photographies de paysages.

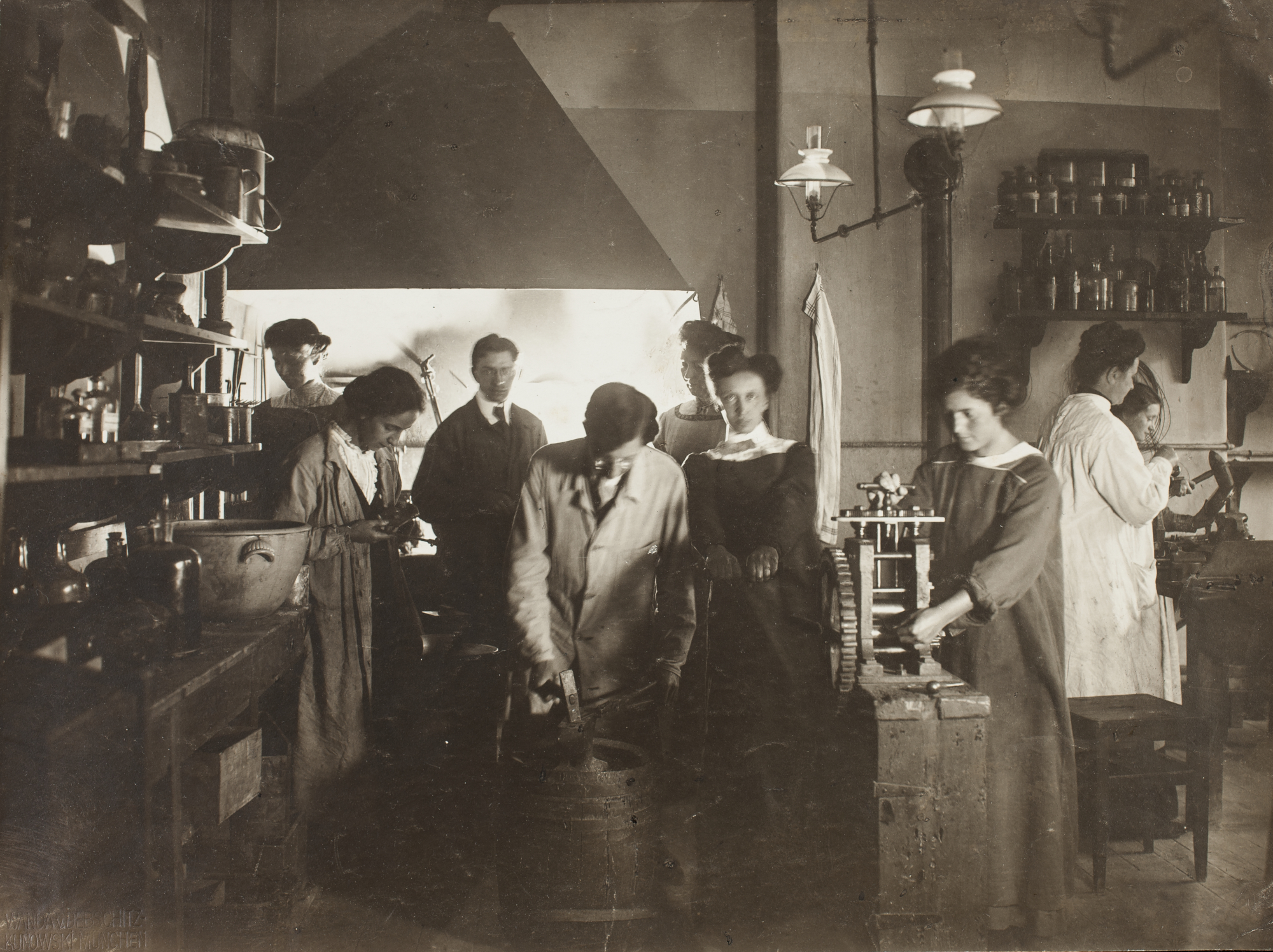
L'atelier de métallurgie à l'Atelier d'essai pour les arts appliqués et libres à Munich, photographie de Wansa von Debschitz-Kunowski, 14 juillet 1921.

En 1907, elle termine sa formation à l'Académie d'État de la photographie de Munich et s'installe à son compte dans le quartier de Schwabing où elle ouvre un atelier sous le nom de Werkstätte für photographische Bildniskunst [atelier pour l'art du portrait photographique]. Cette même année, le fondateur de l'Académie d'État, le photographe G. H. Emmerich, illustre son essai Ziele der heutigen künstlerischen Photographie exclusivement avec des images de Wanda Debschitz-Kunowski. 
À partir de 1909, Wanda Debschitz-Kunowski participe à des expositions de photographie : en 1909 à l'Exposition internationale de photographie à Dresde avec des portraits qui lui valent une médaille d'or ; en 1910, elle obtient une médaille d'argent à l'exposition de Budapest. En 1911, elle est récompensée par une médaille d'or à l'exposition universelle de Turin ; en 1913, elle participe à l'Allgemeine Photographische Ausstellung de Francfort et en 1914 à l'exposition Internationale Ausstellung für Buchgewerbe und Graphik de Leipzig dans la section « Die Frau im Buchgewerbe und in der Graphik ». Dans un article pour la revue Die Kunst en 1910, l'écrivain et historien d'art Eugen Kalkschmidt (de) souligne la compréhension inhabituelle de Debschitz-Kunowski pour l'effet des images, qu'il mett en relation avec sa formation de peintre ; il cite, comme exemple du « caractère décontracté » de son style, une photographie du compositeur Hans Pfitzner, réalisé la même année. 
En 1914, le couple s'installe à Hanovre où son mari avait trouvé un nouveau poste. 
En 1918, elle publie avec Germaine Krull et Josef Pécsi un livre de photographie Der Akt. Zwanzig photographische Aufnahmen des weiblichen Körpers nach der Natur, illustré de 20 photographies de nus féminins.
En 1921, elle se sépare de son mari (le couple divorce en 1924), et fonde un atelier de photographie à Berlin. Elle s'y spécialise dans la prise de vue d'objets artisanaux, notamment en porcelaine pour la Manufacture royale de porcelaine de Berlin, et dans les portraits de personnalités telles que Max Planck, Clara Westhoff ou Albert Einstein. Elle photographie également des expositions ainsi que l'architecture moderne, comme les intérieurs de Marcel Breuer ou les bâtiments de Walter Gropius. 

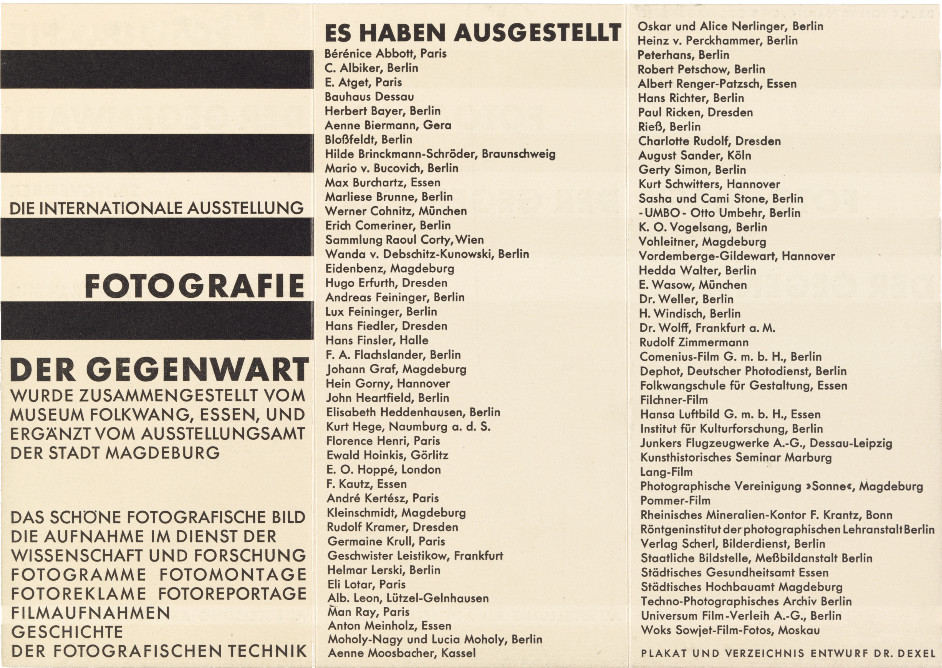
Page de la brochure de l'exposition Fotografie der Gegenwart avec la liste des photographes exposés.

Elle fait partie des photographes exposés en 1929 au Musée Folkwang à Essen dans l'exposition Fotografie der Gegenwart (en) qui a lieu du 20 janvier au 17 février ; l'exposition est présentée ensuite dans différentes galeries allemandes, à Hanovre, Berlin, Dresde et Magdeburg, ainsi qu'à Londres à la Whitechapel Gallery.
En novembre 1930, une de ses photographies Mère et fille est publiée en couverture de Für die Frau. Frankfurter Zeitung für Mode und Gesellschaft, un des suppléments de la Frankfurter Zeitung. 
Wanda von Debschitz-Kunowski meurt à Berlin le 23 avril 1935.

## Publications
- avec Germaine Krull et Josef Pécsi : Der Akt. Zwanzig photographische Aufnahmen des weiblichen Körpers nach der Natur, Dachau, Eichhorn-Verlag, 1918 ; album 40,5 x 30,5 cm, 20 photographies de nus féminins[9].
- Hans Kaiser et Eugenie von Garvens, Gesegnete Mahlzeit : ein Ratgeber für Küche, Einkauf, Kochen und Essen, Berlin, Deutsche Buch-Gemeinschaft, 1931, 425 p., illustrations de Hans Saebens ; avec 8 phototographies de Wanda von Debschitz-Kunowski.

## Galerie

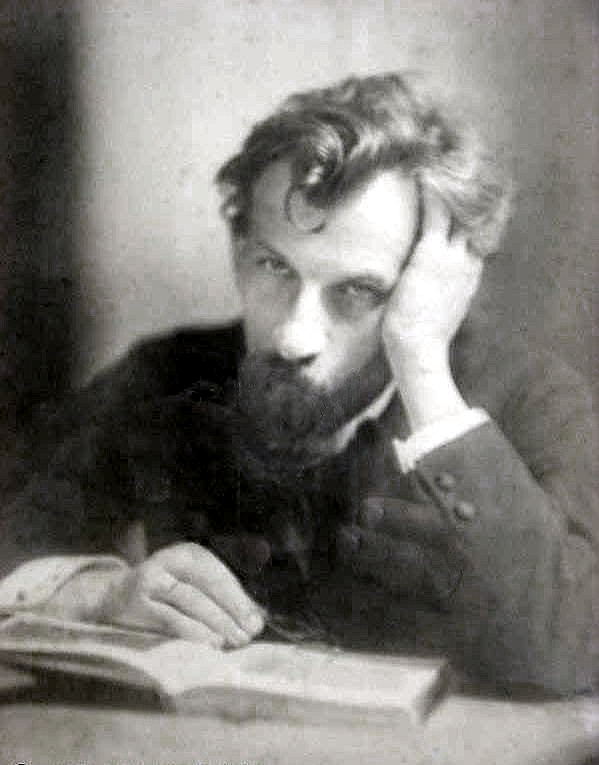
Hans Pfitzner, 1910.
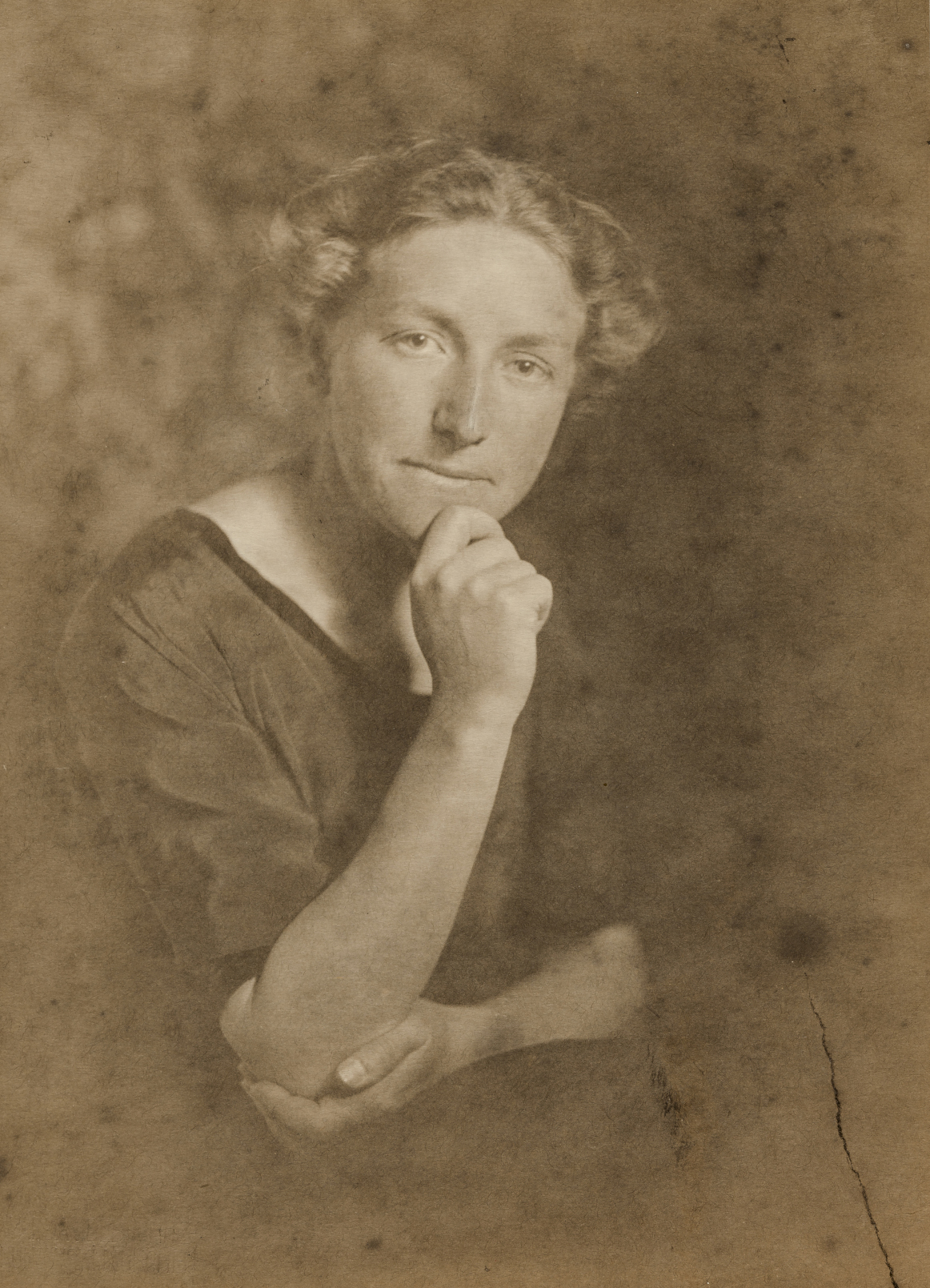
La sculptrice et artisane Clara von Ruckteschell-Truëb (de), vers 1910.
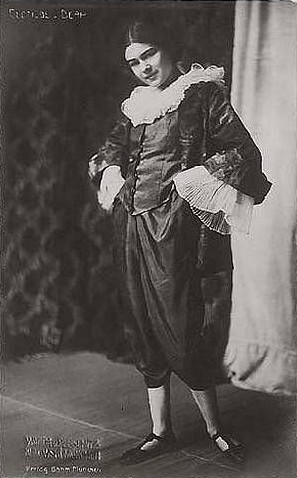
La danseuse Clotilde von Derp, vers 1920.
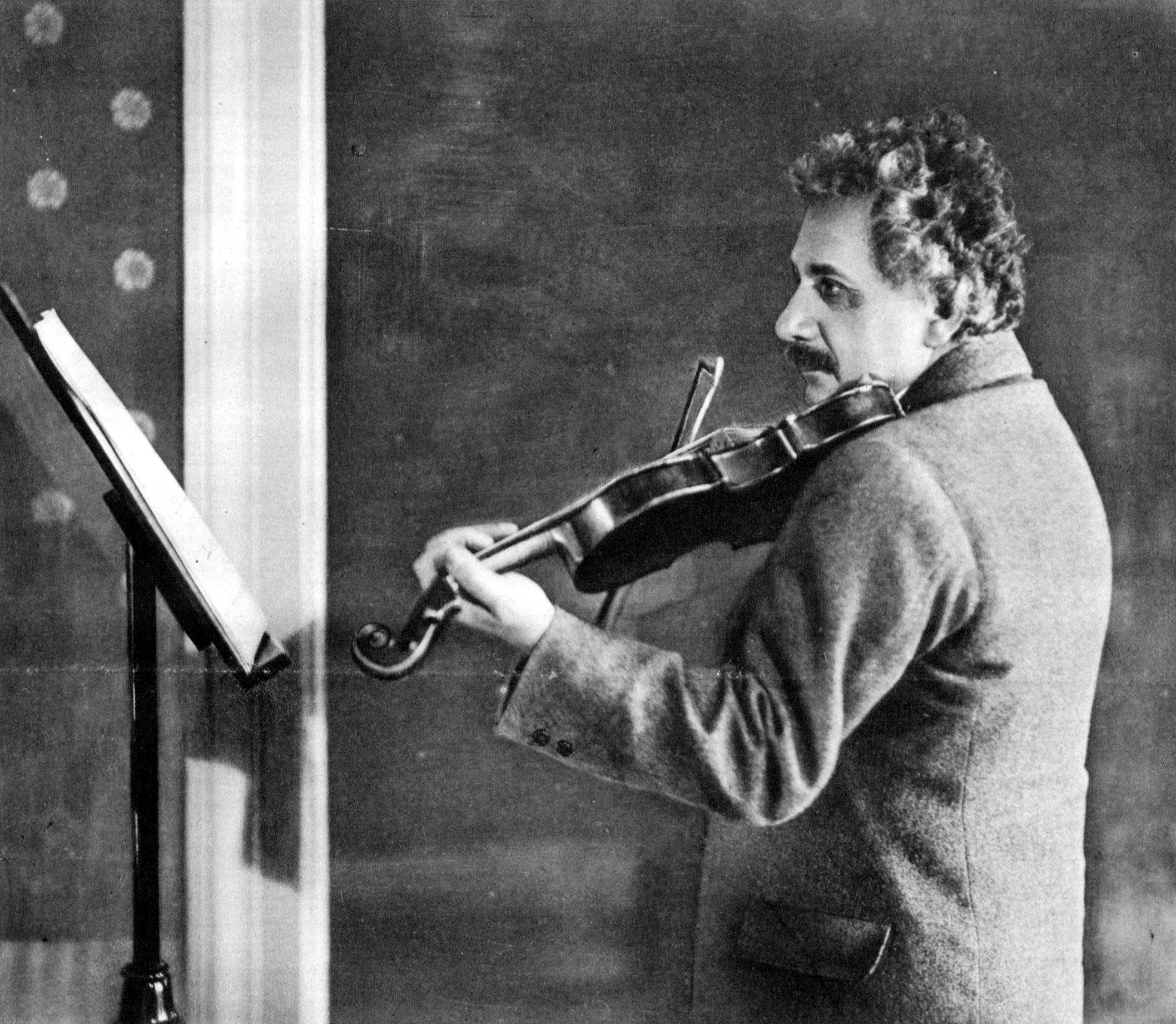
Albert Einstein jouant du violon, photographie publiée en couverture de la revue Zeitbilder, no  21, 22 mai 1927.
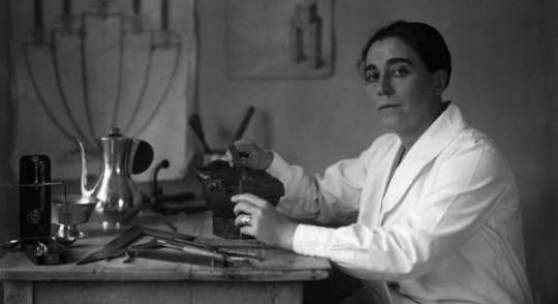
L'orfèvre Emmy Roth (de) dans son atelier, 1927.
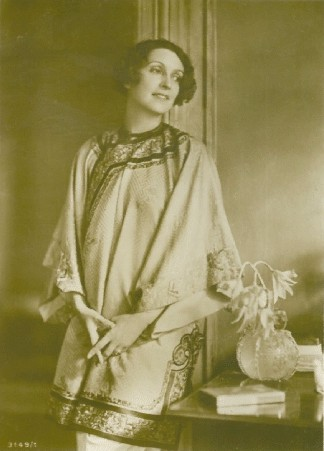
L'actrice Erna Morena, vers 1928.
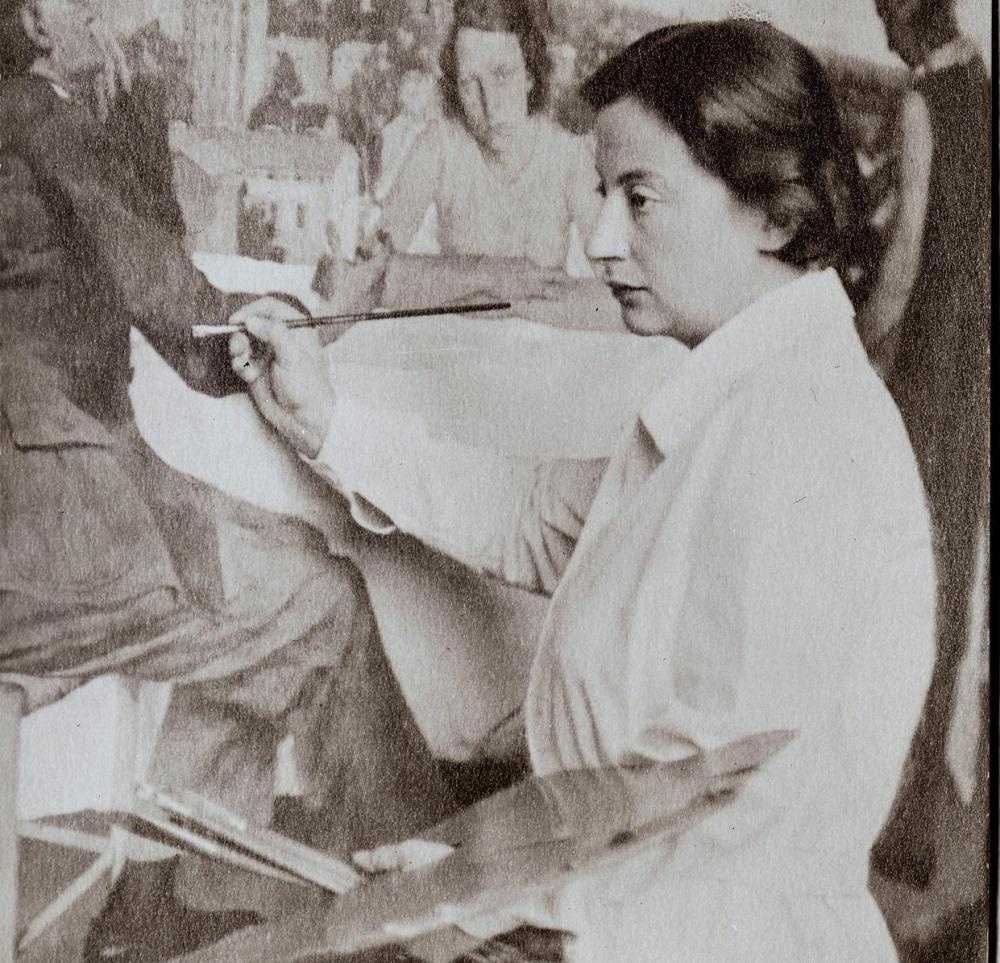
La peintre Lotte Laserstein, 1930.
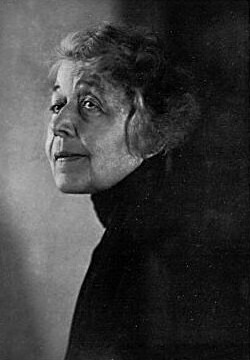
L'historienne et poète Ricarda Huch, vers 1930.
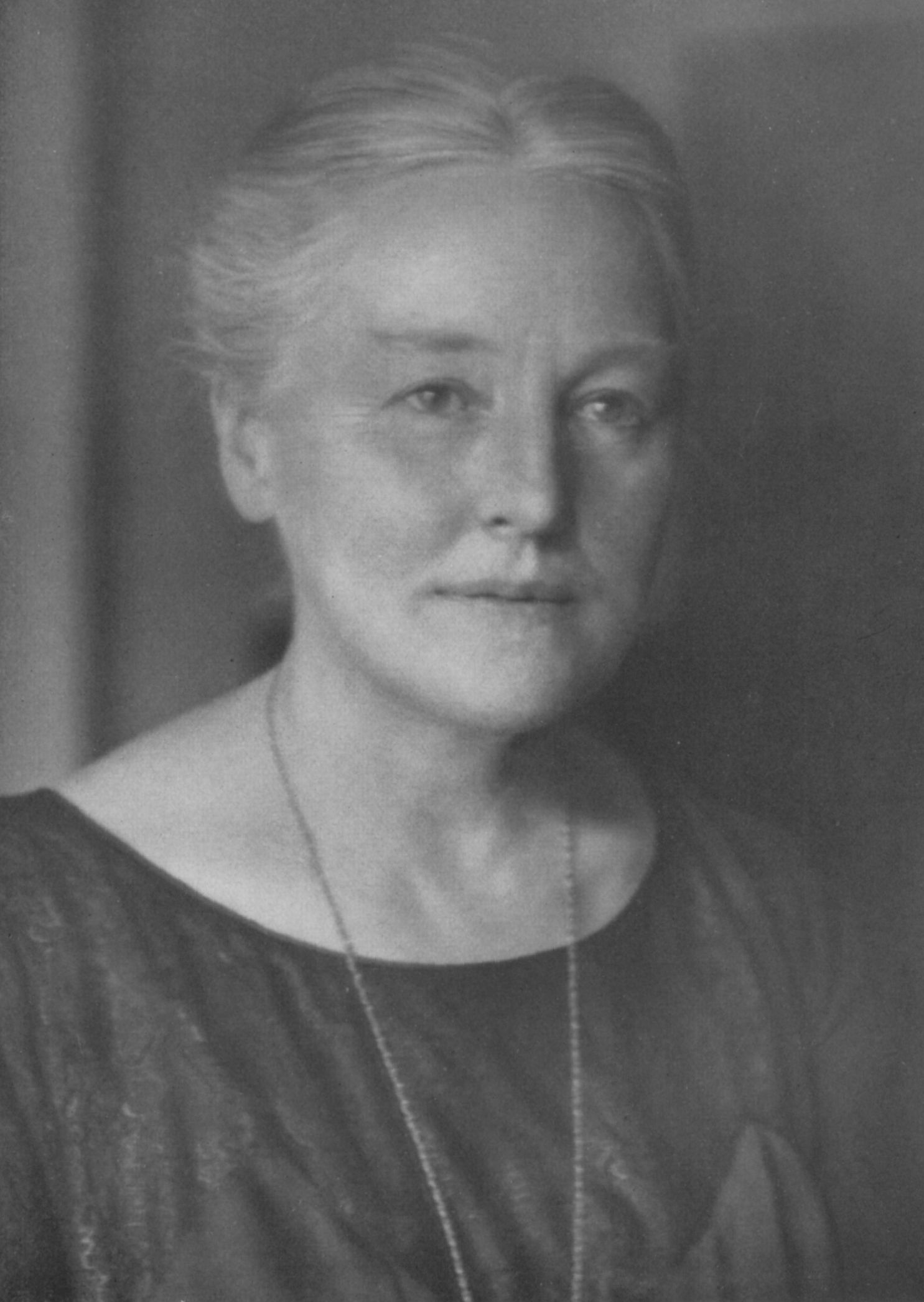
La gynécologue Hermine Heusler-Edenhuizen (de), vers 1930.
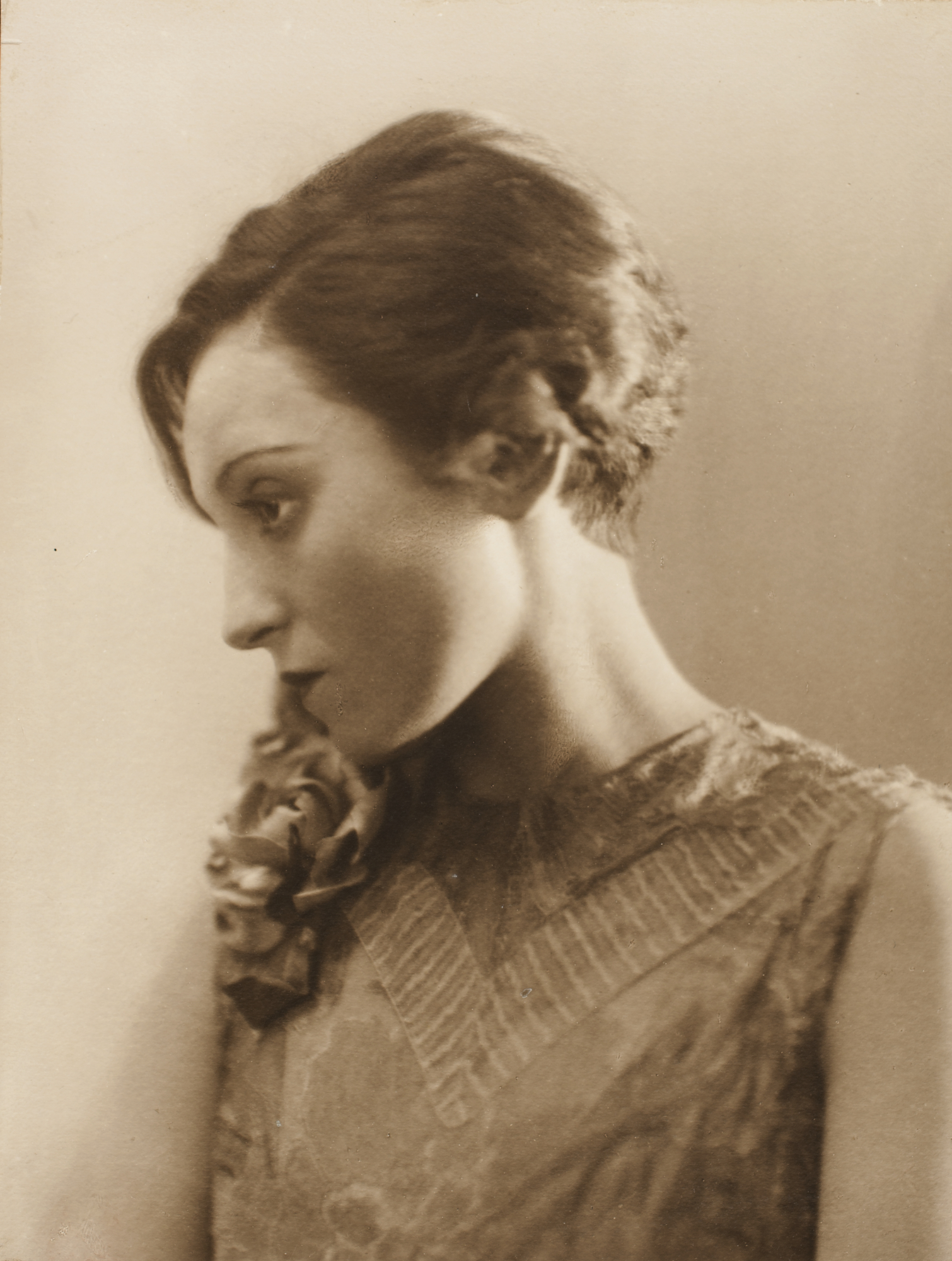
L'actrice Elisabeth Bergner.